# Herlincourt
Herlincourt is een gemeente in het Franse departement Pas-de-Calais (regio Hauts-de-France) en telt 107 inwoners (2009). De plaats maakt deel uit van het arrondissement Arras.

## Geografie
De oppervlakte van Herlincourt bedraagt 3,0 km², de bevolkingsdichtheid is dus 35,7 inwoners per km².
De onderstaande kaart toont de ligging van Herlincourt met de belangrijkste infrastructuur en aangrenzende gemeenten.

## Demografie
Onderstaande figuur toont het verloop van het inwonertal (bron: INSEE-tellingen).